# Olena Krywyzka
Olena Serhijiwna Krywyzka (ukrainisch Олена Сергіївна Кривицька; russisch Кривицкая, Елена Сергеевна, Kriwitzkaja, Jelena Sergejewna; engl. Transkription Olena Kryvytska; * 23. Februar 1987 in Rostow am Don, Russische SFSR, Sowjetunion) ist eine ukrainische Degenfechterin russischer Herkunft.

## Erfolge
Krywyzka ist mehrfache Bronzemedaillengewinnerin bei Weltmeisterschaften im Degenfechten. So beendete sie den Wettkampf jeweils 2015 in Moskau mit der Mannschaft als auch 2017 in Leipzig und 2019 in Budapest im Einzel als Drittplatzierte. Krywyzka trat ebenfalls erfolgreich bei Universiaden an und war zweimal Teilnehmerin bei Olympischen Spielen. 2012 schied sie in London in der zweiten Runde des Einzels aus und belegte mit der Mannschaft Rang acht. In Rio de Janeiro erreichte sie 2016 das Achtelfinale im Einzel, während sie mit der Mannschaft erneut Achte wurde.